# 1579
1579 је била проста година.

## Догађаји

### Јануар
- 6. јануар — Потписана је Арашка унија католичких низоземских провинција против северних протестантских провинција.
- 23. јануар — Северне низоземске покрајине Холандија, Зеланд, Утрехт, Хелдерланд, Фризија, Гронинген и Оверејсел прогласиле су Утрехтску унију ради супротстављања шпанској власти.

### Јун
- 17. јун — Енглески морепловац и гусар Френсис Дрејк прогласио суверенитет Енглеске над Новим Албионом, данас Калифорнијом.